# 穆王八駿
穆王八駿（ぼくおうはっしゅん）は、中国の伝説に登場する8頭の駿馬。
紀元前11世紀頃の周王朝の穆王が所有していたとされる。

## 説話集や伝記等の歴史書

### 拾遺記
『拾遺記』によると、大地を踏み荒らさず、飛ぶように走ることができる「絶地（ぜっち）」、猛禽（鳥）よりも速い「翻羽（ほんう）」、一夜で万里(5000km?)を走る「奔霄（ほんしょう）」、太陽の後を追って走ることができる「越影（えつえい）」、色鮮やかな毛を持つ馬で、光のように明るく輝く「逾輝（ゆき）」、余りの速さに10の影を持つ馬「超光（ちょうこう）」、雲に乗って走れる「騰霧（とうむ）」、翼を持つ「挟翼（きょうよく）」の8頭で構成される。説明の通り、これらは速さにちなんで名づけられていると考えられる。
穆王はこの馬達に馬車を引かせ、中国全土を巡った。その旅の途中で、神々の住む崑崙山にも立ち寄ったという。

### 穆天子伝
『穆天子伝』では馬の名前は「赤驥（せきき）」、「盗驪（とうれい）」、「白義」、「逾輪（ゆりん）」、「山子」、「渠黄（きょこう）」、「驊騮（かりゅう）」、「緑耳」であり、性質については何も書かれていない。これらは、毛の色にちなんで名づけられていると考えられる。御者は造父である。

### 列子
『列子』の文献にも『穆天子伝』同様の記述がある。登場するのは「𦽊騮」「緑耳」「赤驥」「白𣚘（はくぎ）」「渠黄」「踰輪」「盗驪」「山子」。ただし、『穆天子伝』の方は、「踰輪」ではなく「逾輪」(yú lún)、「白𣚘」ではなく「白義」(bái yì)、「𦽊騮」ではなく「驊騮」(huá liú)となっているなど、同音でも多少表記が違う部分もある。

### 博物志
『博物志』には「赤驥」「飛黄」「白義」「華騮」「騄駬」「騧騟」「渠黄」「盗驪」と別のパターンも見られる。『列子』と同じ音なのは赤驥、白義、驊騮、騄駬、渠黄、盗驪。発音が明らかに違うのは飛黄、騧騟。

## 物語

### 西遊記
西遊記にて、名馬の名前の内に挙げられる場面がある。

## 類書
類書とは、要は辞書や字引のようなものである。

### 太平広記
『太平広記』にも「絶地」「翻羽」「奔霄」「越影」「逾輝」「超光」「騰霧」「挟翼」という『拾遺記』と似た記述がある。

## 地誌

### 水経注
『水経注』には驊騮、緑耳、盗驪が登場する。

## 詩
- 晩唐の詩人李商隠の『瑶池』より。

- 詩人劉叉（中国語版）[15]の詩『観八駿図』より。

また、穆王八駿を直接指さずとも、8頭の馬というものが縁起の良いものとして描かれることもある。
- 杜甫の詩『城上』より。

## 散文

### 柳宗元の作品
- 柳宗元の『観八駿図説』より。

## 現代での扱い
- 八駿を挙げる際、例えば驊騮と華騮など、今日では様々な書物由来の表記(漢字)の違いはあまり意識されず、各所で入り混じって使われている。
- 八駿の中でもいくつかの名は、より一般的な意味を示す語として使われることもある。(例 驊騮：赤栗毛の馬全般を指す)
- 競走馬の名前の訳に取り入れられることもある。(例 ダイワスカーレット→大和赤驥)

## 関連リンク
- 古代名馬称号語原考(古代の名馬に関するテキスト研究)
- 中国古代名馬録(古代中国の有名な馬の記録)
- 例句一覧